# Bellersdorf
Bellersdorf ist ein Ortsteil der Gemeinde Mittenaar im mittelhessischen Lahn-Dill-Kreis.

## Geographische Lage
Bellersdorf liegt südlich des Mittenaarer Hauptortes Bicken in der Nähe von Altenkirchen und Bermoll. Bellersdorf ist der einzige Ort, der nicht am Rand, sondern mitten in der Hörre liegt.

## Geschichte

### Ortsgeschichte
Die Ersterwähnung des Ortes geht auf eine Urkunde von 1294 zurück, in der die Grafen Heinrich von Solms-Braunfels und Heinrich von Solms-Burgsolms dem Ritter Volpert, genannt aus dem Hof, u. a. einen Anteil am Zehnten zu Beldirsdorf abkaufen. In einem Vertrag von 1354 werden noch Eigenleute zu Bellersdorf erwähnt, in einem weiteren Vertrag von 1367 ein Dorf, das allerdings danach nicht mehr lange bestanden haben kann, denn schon im solmsischen Teilungsvertrag von 1432, in dem Bellersdorf an das Haus Solms-Lich kam, wird es als Wüstung bezeichnet. Die Gründe für das Wüstfallen des Ortes sind nicht bekannt. 
Jahrhundertelang blieb der Ort danach unbewohnt. Erst 1699 siedelten sich mit Erlaubnis und Förderung des Grafen Ludwig von Solms-Hohensolms wieder einige Familien dort an. Der erste Neusiedler war der Schuhmacher Peter Rudolph aus Thüringen, der im März 1699 sich daselbst eine Hütte baute. Im 18. Jahrhundert lebte das Dorf wieder auf. 
Bellersdorf gehörte zum Amt Hohensolms. Unter den übrigen Ortschaften des Amts erhielt es jedoch eine gewisse Sonderstellung. So war es gegen Zahlung eines sogenannten Dienstfreiheitsgeldes unter anderem von Frondiensten für die Solmser Grafen befreit. 
Da die Grenze zu Nassau in der Nähe lag, richteten die Behörden im Ort eine Zollstation ein. Der Zolleinnehmer wohnte dort, wo später die heutige alte Schule erbaut wurde. Aus einer im Dorf gelegenen Pferde-Umspann-Station entwickelte sich die Gastwirtschaft Zum Grünen Baum.
In Bellersdorf unterhielt das Haus Solms-Hohensolms auch ein Hofgut (Herrenhof). Anfang des 18. Jahrhunderts residierte dort die Familie des von der Insel Rügen stammenden Freiherrn Bogislaus Normann von Dubnitz, der 48 Jahre lang als Hofmeister in Diensten der Grafen Ludwig und dessen Sohn Friedrich Wilhelm von Solms-Hohensolms stand und nach seinem Tod 1729 in der Kirche von Hohenahr-Altenkirchen ein Ehrenbegräbnis erhielt. Später wurde das Gut veräußert. Das Hauptgebäude wurde 1928 wegen Baufälligkeit abgerissen. Es haben sich keine Spuren davon erhalten.
Die Einwohner lebten bis in die jüngere Vergangenheit in relativ armen Verhältnissen von Landwirtschaft und Handwerk. Die spotthafte Bezeichnung der Bellersdorfer als Kiezeleu verweist noch heute auf das einst von vielen Familien betriebene Korbmacherhandwerk. Besonders im 19. Jahrhundert galt die Gemeinde als ausgesprochen arm. So werden im Jahre 1865 von 30 Haushaltungen ganze 12 als Büdner (Bewohner einfacher, budenhafter Behausungen) bzw. Einlieger bezeichnet.
In den Jahren 1860/1861 wurde ein Schulhaus errichtet. Wegen der Abgeschiedenheit des Ortes und der niedrigen Dotierung der Schulstelle fiel es zunächst allerdings schwer, geeignete Lehrer an den Ort zu bekommen. Das Schulgebäude steht noch heute.
1806 kam Bellersdorf für kurze Zeit an Nassau und 1816 an Preußen. Bis 1932 gehörte es verwaltungstechnisch zur preußischen Amtsbürgermeisterei Hohensolms, bis es im Zuge der Eingliederung in die preußische Provinz Hessen-Nassau 1932 selbstständig wurde. Bis 1972 hatte der Ort nun einen eigenen Bürgermeister. 
Nach dem letzten Krieg, als die einsame Lage durch die Verbesserung der Verkehrsverhältnisse kein Hindernis mehr darstellte, setzte ein großer Aufschwung ein. Durch Erfolge im Wettbewerb Unser Dorf soll schöner werden wurde Bellersdorf überregional bekannt. Durch die ruhige, von landschaftsschädigenden Einflüssen weitgehend unberührte Lage sowie das Fehlen des Durchgangsverkehrs ist Bellersdorf heute der Mittenaarer Ortsteil mit der höchsten Wohnqualität. Wandermöglichkeiten in waldreicher Umgebung und vorhandene Gastronomie machen den Ort für Ausflügler attraktiv.
1952 erfolgte die Gründung einer Freiwilligen Feuerwehr.
Im Jahr 1965 wurde etwa 1,5 km nördlich des Ortes im Wald ein Atomwaffenlager errichtet, das bis 1992/93 bestand und gemeinsam von deutschen und amerikanischen Soldaten aus der Aartal-Kaserne bewacht wurde.
Hessische Gebietsreform (1970–1977)
Die Gemeinde Bellersdorf wurde zum 1. April 1972 im Zuge der Gebietsreform in Hessen auf freiwilliger Basis in die Gemeinde Mittenaar eingegliedert. Damit wurde die über Jahrhunderte gewachsene historische Zugehörigkeit zu dem nordöstlich angrenzenden Gebiet des ehemaligen Amts Hohensolms, dessen übrige Ortschaften überwiegend in der neugegründeten Gemeinde Hohenahr aufgingen, beendet. Ortsbezirke nach der Hessischen Gemeindeordnung wurden nicht errichtet.

### Verwaltungsgeschichte im Überblick
Die folgende Liste zeigt die Staaten und Verwaltungseinheiten, denen Bellersdorf angehört(e):
- vor 1351: Heiliges Römisches Reich, Haus Solms (Gemeinsamer Besitz der Linien Solms-Braunfels, Solms-Burgsolms und Solms-Königsberg)
- ab 1351: Heiliges Römisches Reich, Grafschaften Solms-Braunfels, Solms-Burgsolms und Landgrafschaft Hessen
- ab 1415: Heiliges Römisches Reich, Grafschaft Solms-Braunfels und Landgrafschaft Hessen, Gemeinschaftliches Amt Hohensolms und Königsberg
- ab 1432: Heiliges Römisches Reich, Grafschaft Solms-Lich in verschiedenen Teilungskonstellationen und Landgrafschaft Hessen, Gemeinschaftliches Amt Hohensolms und Königsberg
- ab 1622: Heiliges Römisches Reich, Landgrafschaft Hessen(-Darmstadt) (4/8), Grafschaften Solms-Hohensolms (3/8) und Solms-Lich (1/8), Gemeinschaftsamt Hohensolms und Königsberg
- ab 1629: Heiliges Römisches Reich, Grafschaft Solms-Hohensolms (3/4) und Grafschaft Solms-Lich (1/4), Amt Hohensolms
- ab 1718: Heiliges Römisches Reich, Grafschaft Solms-Hohensolms-Lich, Amt Hohensolms
- ab 1792: Heiliges Römisches Reich, Fürstentum Solms-Hohensolms-Lich, Amt Hohensolms
- ab 1806: Herzogtum Nassau,[Anm. 2] Amt Hohensolms[Anm. 3]
- ab 1816: Königreich Preußen,[Anm. 4] Provinz Großherzogtum Niederrhein, Regierungsbezirk Koblenz, Kreis Braunfels, Amtsbürgermeisterei Hohensolms
- ab 1822: Königreich Preußen, Rheinprovinz, Regierungsbezirk Koblenz, Kreis Wetzlar, Amtsbürgermeisterei Hohensolms
- ab 1849: Königreich Preußen, Rheinprovinz, Regierungsbezirk Koblenz, Kreis Wetzlar, Amtsbürgermeisterei Hohensolms[Anm. 5]
- ab 1854: Herzogtum Nassau, Amt Herborn
- ab 1867: Norddeutscher Bund[Anm. 6], Königreich Preußen, Rheinprovinz, Regierungsbezirk Koblenz, Kreis Wetzlar,  Amtsbürgermeisterei Hohensolms
- ab 1871: Deutsches Reich, Königreich Preußen, Rheinprovinz, Regierungsbezirk Koblenz, Kreis Wetzlar, Amtsbürgermeisterei Hohensolms
- ab 1918: Deutsches Reich (Weimarer Republik), Freistaat Preußen, Rheinprovinz, Regierungsbezirk Koblenz, Kreis Wetzlar, Amtsbürgermeisterei Hohensolms
- ab 1932: Deutsches Reich, Freistaat Preußen, Provinz Hessen-Nassau, Regierungsbezirk Wiesbaden, Kreis Wetzlar
- ab 1944: Deutsches Reich, Freistaat Preußen, Provinz Nassau, Landkreis Wetzlar
- ab 1945: Amerikanische Besatzungszone, Groß-Hessen, Regierungsbezirk Wiesbaden, Landkreis Wetzlar
- ab 1949: Bundesrepublik Deutschland,[Anm. 7] Land Hessen, Regierungsbezirk Wiesbaden, Landkreis Wetzlar
- ab 1946: Amerikanische Besatzungszone, Land Hessen, Regierungsbezirk Wiesbaden, Landkreis Wetzlar
- ab 1949: Bundesrepublik Deutschland, Land Hessen, Regierungsbezirk Wiesbaden, Landkreis Wetzlar
- ab 1968: Bundesrepublik Deutschland, Land Hessen, Regierungsbezirk Darmstadt, Landkreis Wetzlar.
- ab 1972: Bundesrepublik Deutschland, Land Hessen, Regierungsbezirk Darmstadt, Dillkreis, Gemeinde Mittenaar[Anm. 8]
- ab 1977: Bundesrepublik Deutschland, Land Hessen, Regierungsbezirk Darmstadt, Lahn-Dill-Kreis, Gemeinde Mittenaar
- ab 1981: Bundesrepublik Deutschland, Land Hessen, Regierungsbezirk Gießen, Lahn-Dill-Kreis, Gemeinde Mittenaar

## Bevölkerung

### Einwohnerstruktur 2011
Nach den Erhebungen des Zensus 2011 lebten am Stichtag dem 9. Mai 2011 in Bellersdorf 360 Einwohner. Darunter waren 3 (0,8 %) Ausländer.
Nach dem Lebensalter waren 83 Einwohner unter 18 Jahren, 144 zwischen 18 und 49, 105 zwischen 50 und 64 und 48 Einwohner waren älter.
Die Einwohner lebten in 141 Haushalten. Davon waren 30 Singlehaushalte, 42 Paare ohne Kinder und 54 Paare mit Kindern, sowie 15 Alleinerziehende und keine Wohngemeinschaften. In 21 Haushalten lebten ausschließlich Senioren und in 102 Haushaltungen lebten keine Senioren.

### Einwohnerentwicklung
| Bellersdorf: Einwohnerzahlen von 1834 bis 2072 | Bellersdorf: Einwohnerzahlen von 1834 bis 2072 | Bellersdorf: Einwohnerzahlen von 1834 bis 2072 | Bellersdorf: Einwohnerzahlen von 1834 bis 2072 | Bellersdorf: Einwohnerzahlen von 1834 bis 2072 |
| --- | ---------------------------------------------- | ---------------------------------------------- | ---------------------------------------------- | ---------------------------------------------- |
| Jahr |                                                |                                                |                                                | Einwohner                                      |
| 1834 | 1834                                           |                                                | 136                                            | 136                                            |
| 1840 | 1840                                           |                                                | 149                                            | 149                                            |
| 1846 | 1846                                           |                                                | 134                                            | 134                                            |
| 1852 | 1852                                           |                                                | 141                                            | 141                                            |
| 1858 | 1858                                           |                                                | 131                                            | 131                                            |
| 1864 | 1864                                           |                                                | 132                                            | 132                                            |
| 1871 | 1871                                           |                                                | 93                                             | 93                                             |
| 1875 | 1875                                           |                                                | 99                                             | 99                                             |
| 1885 | 1885                                           |                                                | 117                                            | 117                                            |
| 1895 | 1895                                           |                                                | 134                                            | 134                                            |
| 1905 | 1905                                           |                                                | 111                                            | 111                                            |
| 1910 | 1910                                           |                                                | 148                                            | 148                                            |
| 1925 | 1925                                           |                                                | 165                                            | 165                                            |
| 1939 | 1939                                           |                                                | 188                                            | 188                                            |
| 1946 | 1946                                           |                                                | 266                                            | 266                                            |
| 1950 | 1950                                           |                                                | 271                                            | 271                                            |
| 1956 | 1956                                           |                                                | 264                                            | 264                                            |
| 1961 | 1961                                           |                                                | 277                                            | 277                                            |
| 1967 | 1967                                           |                                                | 292                                            | 292                                            |
| 1970 | 1970                                           |                                                | 302                                            | 302                                            |
| 2072 | 2072                                           |                                                | 271                                            | 271                                            |
| Datenquelle: Historisches Gemeindeverzeichnis für Hessen: Die Bevölkerung der Gemeinden 1834 bis 1967. Wiesbaden: Hessisches Statistisches Landesamt, 1968. Weitere Quellen: ; Gemeinde Mittenaar |                                                |                                                |                                                |                                                |

### Historische Religionszugehörigkeit
| • 1834: | 136 evangelische Einwohner                                        |
| • 1961: | 250 evangelische (= 90,25 %), 27 katholische (= 9,75 %) Einwohner |

## Sehenswürdigkeiten

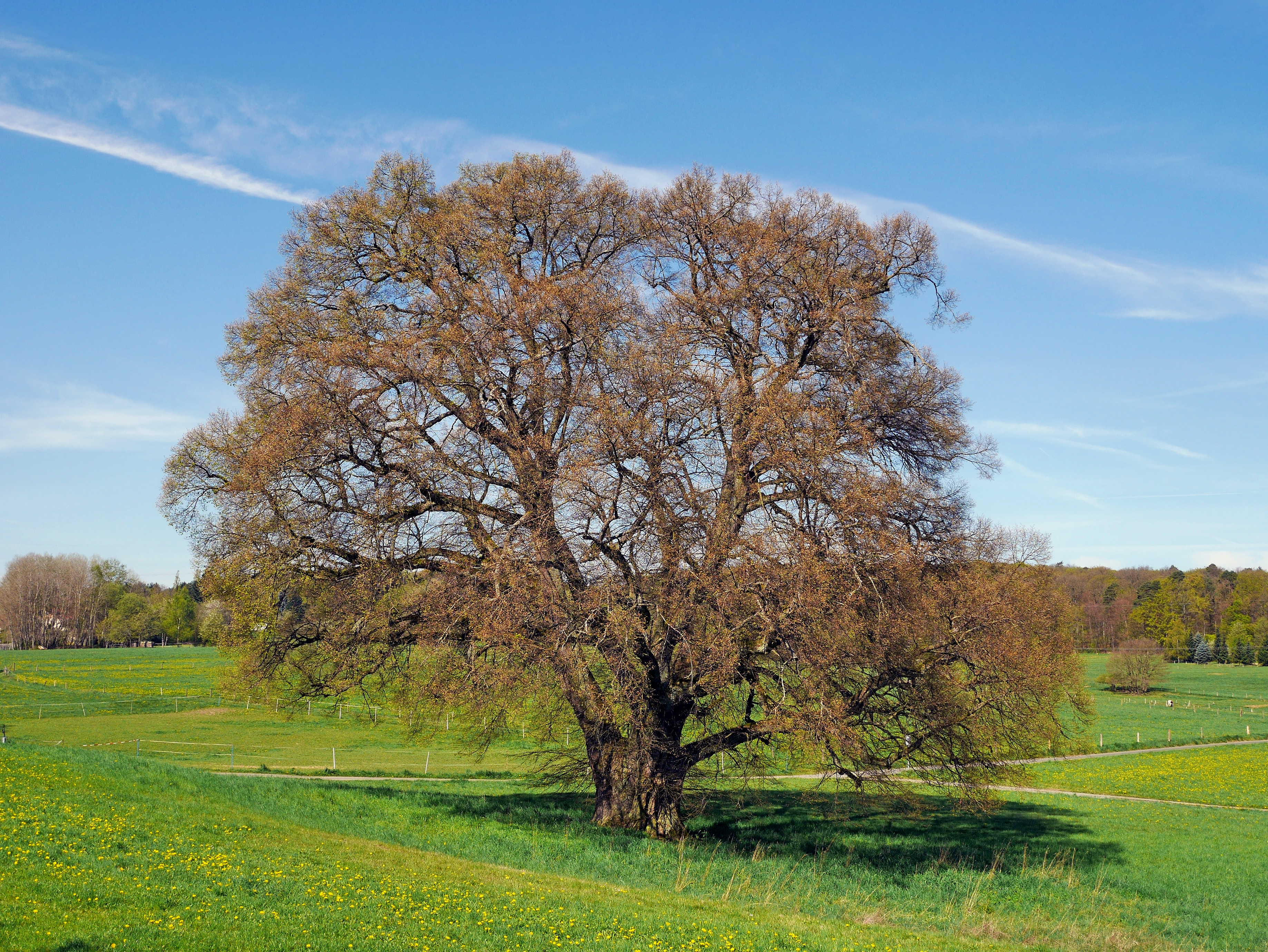
Brunnenlinde

- Am nördlichen Ortsrand steht eine 800-jährige Linde.
- 1986 wurde die alte Schule in Bellersdorf als Kulturdenkmal unter Denkmalschutz gestellt Siehe auch: Liste der Kulturdenkmäler in Mittenaar-Bellersdorf
- Unweit des Dorfes wurde in der Hörre ein Teil der ehemaligen Landhege, der mittelalterlichen Grenzbefestigung zwischen den Grafschaften Nassau und Solms, mit Wall, Graben und Gebück rekonstruiert.

## Infrastruktur
- Den öffentlichen Personennahverkehr stellt die Verkehrsgesellschaft Lahn-Dill-Weil mit der Buslinie 404.
- Im Ort gibt es eine evangelische Kirche.